# Ungarische Badminton-Mannschaftsmeisterschaft 2018
Die Ungarische Badminton-Mannschaftsmeisterschaft 2018 war die 50. Auflage des Teamwettstreits in Ungarn. Es wurde ein Wettbewerb für gemischte Mannschaften ausgetragen. Meister wurde das Team von Pécsi Multi-Alarm SE.

## Endstand
| Platz | Mannschaft           |
| ----- | -------------------- |
| 1.    | Pécsi Multi-Alarm SE |
| 2.    | Debreceni TC-DSC-SI  |
| 3.    | Fehérvár BSE         |
| 4.    | Tisza Tollas SE      |

## Referenzen
- Ergebnisse